# خدمات اطلاعاتی ابسکو
خدمات اطلاعاتی ابسکو (انگلیسی: EBSCO Information Services) بخشی از شرکت صنایع ابسکو است که مرکز آن در ایپسوییچ، ماساچوست قرار دارد. این شرکت با فروشی بالغ بر ۲ میلیارد دلار، سومین شرکت خصوصی بزرگ در بیرمنگام، آلاباما می‌باشد.